# Župna crkva sv. Stjepana prvomučenika u Zagrebu
Župna crkva sv. Stjepana prvomučenika katolička je crkva koja se nalazi u Gradu Zagrebu u gradskom naselju Botinec.
Župa Zagreb-Botinec kojoj crkva pripada nastala odvajanjem od Župe Zagreb – Remetinec – Blato 1969. godine dekretom kardinala Franje Kuharića.[nedostaje izvor]
Župna crkva uređena je u podrumskom prostoru dviju spojenih obiteljskih kuća koje su izgrađene 1969. godine.

## Galerija
- Pogled na crkvu
- Pogled na crkvu